# ジロ・デ・イタリア 1973
ジロ・デ・イタリア 1973(Giro d'Italia 1973) は、自転車による競走である「ジロ・デ・イタリア」の56回目のレースである。1973年5月18日から6月9日まで全20ステージで行われた。

## 結果
この年のブエルタ・ア・エスパーニャで総合優勝を果たしたばかりのエディ・メルクスが第1ステージからマリアローザを堅持し、そのまま最終ステージまで守り通した

### 総合成績
| 順位 | 選手名                     | 国籍       | 時間            |
| ---- | -------------------------- | ---------- | --------------- |
| 1    | エディ・メルクス           | ベルギー   | 113時間08分13秒 |
| 2    | フェリーチェ・ジモンディ   | イタリア   | + 7' 42"        |
| 3    | ジョバンニ・バッタリン     | イタリア   | + 10' 20"       |
| 4    | ホセ・ペサロドーナ         | スペイン   | + 15' 51"       |
| 5    | サンチアゴ・ラスカーノ     | スペイン   | + 19' 11"       |
| 6    | ウラディミーロ・パニッツァ | イタリア   | + 19' 45"       |
| 7    | オーレ・リッテル           | デンマーク | + 24' 24"       |
| 8    | ホセ・マヌエル・フエンテ   | スペイン   | + 26' 06"       |
| 9    | フランシスコ・ガルドス     | スペイン   | + 26' 35"       |
| 10   | ジャンニ・モッタ           | イタリア   | + 26' 49"       |

### マリア・ローザ 保持者
| 選手名           | 国籍     | 首位区間 |
| ---------------- | -------- | -------- |
| エディ・メルクス | ベルギー | 全区間   |

### その他の賞
- ポイント賞: エディ・メルクス  ベルギー
- 山岳賞: ホセ・マヌエル・フエンテ  スペイン